# راكيش مسيح
راكيش مسيح (بالإنجليزية: Rakesh Masih)‏ هو لاعب كرة قدم هندي في مركز الدفاع، ولد في 18 مارس 1987 في Ballowal ‏ في الهند. شارك مع منتخب الهند لكرة القدم. أما مع النوادي، فقد لعب مع أتلتيكو كلكتا ونادي سالغاوكار ونادي محمدان ونادي موهون باغان.

## وصلات خارجية
- راكيش مسيح على موقع قاعدة بيانات كرة القدم.إي يو (الإنجليزية)
- راكيش مسيح على موقع ناشيونال فوتبول تيمز (الإنجليزية)
- راكيش مسيح على موقع Soccerway.com (الإنجليزية)